# Anancylus griseatus
Anancylus griseatus är en skalbaggsart som först beskrevs av Francis Polkinghorne Pascoe 1858.  Anancylus griseatus ingår i släktet Anancylus och familjen långhorningar. Inga underarter finns listade i Catalogue of Life.